# Temporada 2019 de Fórmula 1

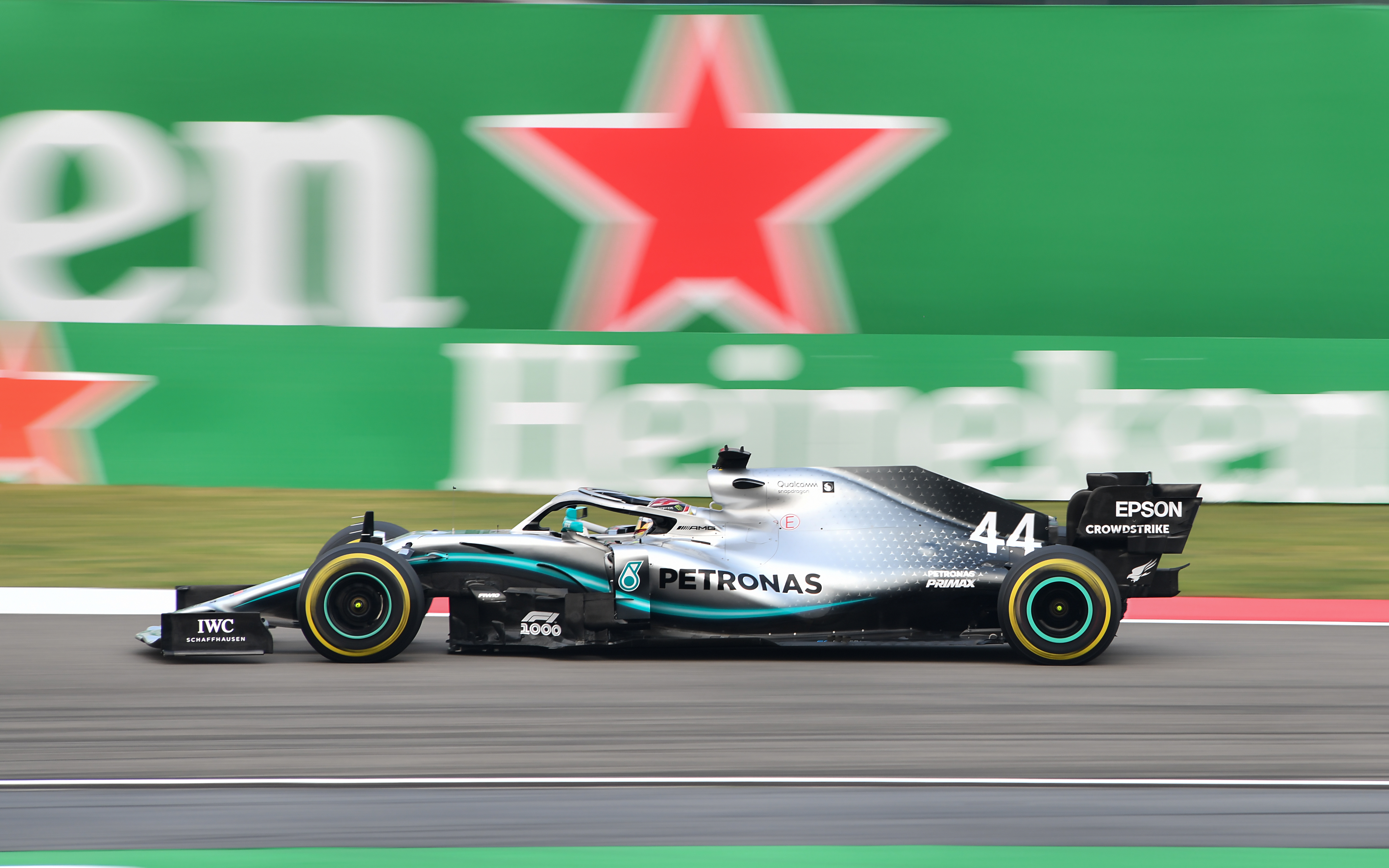
Lewis Hamilton se alzó con el Campeonato de Pilotos y Mercedes el Campeonato de Constructores.

La temporada 2019 de Fórmula 1 fue la 70.ª temporada del Campeonato Mundial de Fórmula 1 de la historia. Fue organizada por la Federación Internacional del Automóvil (FIA). Estuvo compuesto por 21 carreras. Lewis Hamilton ganó su sexto campeonato de pilotos y tercero consecutivo con 11 victorias y Mercedes su sexto campeonato de constructores y sexto consecutivo con 15 victorias.

## Escuderías y pilotos
La siguiente tabla muestra los equipos para la temporada 2019 de Fórmula 1.
| Escudería                                        | Chasis       | Chasis | Motor                             | Neu. | N.º | Pilotos            | Siglas | Rondas | Pilotos de pruebas                                |
| ------------------------------------------------ | ------------ | ------ | --------------------------------- | ---- | --- | ------------------ | ------ | ------ | ------------------------------------------------- |
| Mercedes-AMG Petronas Motorsport                 | Mercedes     | W10    | Mercedes-AMG F1 M10 EQ Power+     | P    | 44  | Lewis Hamilton     | HAM    | Todas  | George Russell Nikita Mazepin                     |
| Mercedes-AMG Petronas Motorsport                 | Mercedes     | W10    | Mercedes-AMG F1 M10 EQ Power+     | P    | 77  | Valtteri Bottas    | BOT    | Todas  | George Russell Nikita Mazepin                     |
| Scuderia Ferrari Scuderia Ferrari Mission Winnow | Ferrari      | SF90   | Ferrari 064                       | P    | 5   | Sebastian Vettel   | VET    | Todas  | Mick Schumacher Antonio Fuoco                     |
| Scuderia Ferrari Scuderia Ferrari Mission Winnow | Ferrari      | SF90   | Ferrari 064                       | P    | 16  | Charles Leclerc    | LEC    | Todas  | Mick Schumacher Antonio Fuoco                     |
| Aston Martin Red Bull Racing                     | Red Bull     | RB15   | Honda RA619H                      | P    | 10  | Pierre Gasly       | GAS    | 1-12   | Dan Ticktum                                       |
| Aston Martin Red Bull Racing                     | Red Bull     | RB15   | Honda RA619H                      | P    | 23  | Alexander Albon    | ALB    | 13-21  | Dan Ticktum                                       |
| Aston Martin Red Bull Racing                     | Red Bull     | RB15   | Honda RA619H                      | P    | 33  | Max Verstappen     | VER    | Todas  | Dan Ticktum                                       |
| Renault F1 Team                                  | Renault      | R.S.19 | Renault E-Tech 19                 | P    | 3   | Daniel Ricciardo   | RIC    | Todas  | Jack Aitken Esteban Ocon                          |
| Renault F1 Team                                  | Renault      | R.S.19 | Renault E-Tech 19                 | P    | 27  | Nico Hülkenberg    | HÜL    | Todas  | Jack Aitken Esteban Ocon                          |
| Rich Energy Haas F1 Team Haas F1 Team            | Haas         | VF-19  | Ferrari 064                       | P    | 8   | Romain Grosjean    | GRO    | Todas  | Pietro Fittipaldi                                 |
| Rich Energy Haas F1 Team Haas F1 Team            | Haas         | VF-19  | Ferrari 064                       | P    | 20  | Kevin Magnussen    | MAG    | Todas  | Pietro Fittipaldi                                 |
| McLaren F1 Team                                  | McLaren      | MCL34  | Renault E-Tech 19                 | P    | 4   | Lando Norris       | NOR    | Todas  | Fernando Alonso Oliver Turvey Sérgio Sette Câmara |
| McLaren F1 Team                                  | McLaren      | MCL34  | Renault E-Tech 19                 | P    | 55  | Carlos Sainz Jr.   | SAI    | Todas  | Fernando Alonso Oliver Turvey Sérgio Sette Câmara |
| SportPesa Racing Point F1 Team                   | Racing Point | RP19   | BWT Mercedes-AMG F1 M10 EQ Power+ | P    | 11  | Sergio Pérez       | PER    | Todas  | Nick Yelloly                                      |
| SportPesa Racing Point F1 Team                   | Racing Point | RP19   | BWT Mercedes-AMG F1 M10 EQ Power+ | P    | 18  | Lance Stroll       | STR    | Todas  | Nick Yelloly                                      |
| Alfa Romeo Racing                                | Alfa Romeo   | C38    | Ferrari 064                       | P    | 7   | Kimi Räikkönen     | RAI    | Todas  | Mick Schumacher Callum Ilott                      |
| Alfa Romeo Racing                                | Alfa Romeo   | C38    | Ferrari 064                       | P    | 99  | Antonio Giovinazzi | GIO    | Todas  | Mick Schumacher Callum Ilott                      |
| Red Bull Toro Rosso Honda                        | Toro Rosso   | STR14  | Honda RA619H                      | P    | 10  | Pierre Gasly       | GAS    | 13-21  | Naoki Yamamoto Sean Gelael                        |
| Red Bull Toro Rosso Honda                        | Toro Rosso   | STR14  | Honda RA619H                      | P    | 23  | Alexander Albon    | ALB    | 1-12   | Naoki Yamamoto Sean Gelael                        |
| Red Bull Toro Rosso Honda                        | Toro Rosso   | STR14  | Honda RA619H                      | P    | 26  | Daniil Kvyat       | KVY    | Todas  | Naoki Yamamoto Sean Gelael                        |
| ROKiT Williams Racing                            | Williams     | FW42   | Mercedes-AMG F1 M10 EQ Power+     | P    | 63  | George Russell     | RUS    | Todas  | Nicholas Latifi Roy Nissany                       |
| ROKiT Williams Racing                            | Williams     | FW42   | Mercedes-AMG F1 M10 EQ Power+     | P    | 88  | Robert Kubica      | KUB    | Todas  | Nicholas Latifi Roy Nissany                       |

## Cambios

### Cambios de pilotos
- Fernando Alonso se retiró de la categoría tras 17 temporadas pero pasa a ser piloto de pruebas de McLaren.[38]
- Daniel Ricciardo dejó Red Bull Racing para unirse a Renault F1 Team, reemplazando a Carlos Sainz Jr..[14]
- Carlos Sainz Jr. dejó Renault, para unirse en la temporada 2019 a la escudería McLaren, sustituyendo a Fernando Alonso.[20]
- Pierre Gasly dejó Scuderia Toro Rosso para reemplazar a Daniel Ricciardo en Red Bull Racing.[11]
- Lando Norris sustituyó a Stoffel Vandoorne (que se quedó sin asiento en McLaren y pasó a competir en Fórmula E con el equipo HWA Racelab) en McLaren.[19][39]
- Kimi Räikkönen abandonó la Scuderia Ferrari después de 5 años, su lugar lo ocupó Charles Leclerc. Él pasó a Alfa Romeo.[9]
- Antonio Giovinazzi llegó a Alfa Romeo, para ser compañero de Kimi Räikkönen.[29]
- Marcus Ericsson se quedó sin asiento en Sauber y pasa a ser tercer piloto de Alfa Romeo y piloto de IndyCar Series con el equipo Schmidt Peterson Motorsports.[40][41]
- Daniil Kvyat volvió a Toro Rosso en sustitución de Pierre Gasly.[33]
- George Russell, campeón de Fórmula 2, es piloto de Williams.[42]
- Los brasileños Pietro Fittipaldi y Sérgio Sette Câmara ocuparon el puesto de piloto de desarrollo de Haas y McLaren, respectivamente.[43][44]
- Robert Kubica volvió a Fórmula 1 con Williams, después de haber competido por última vez en 2010, tras lesionarse gravemente en un rally.[37]
- Esteban Ocon se quedó sin asiento en Racing Point, y pasa a ser piloto de reserva y tercer piloto de Mercedes.[45]
- Alexander Albon se sumó a Toro Rosso, por lo que Brendon Hartley se quedó sin asiento.[32]
- Lance Stroll dejó Williams y se unió a Racing Point.[27]
- Nicholas Latifi dejó su puesto de piloto de reservas en Force India (actual Racing Point) y pasó a Williams en el mismo puesto.[46]
- Pascal Wehrlein abandonó su puesto de desarrollo en Mercedes para ingresar a la estructura de Ferrari en la misma ocupación.[47]
- Guanyu Zhou es piloto de desarrollo de Renault.[48]
- Sergey Sirotkin se quedó sin asiento en Williams y pasó a ser piloto de desarrollo de Renault.[49]
- Desde el Gran Premio de Bélgica, Alexander Albon sustituye a Pierre Gasly en Red Bull Racing. El francés pasó a Scuderia Toro Rosso.[12]

### Cambios de motores
- Red Bull dejó de utilizar los motores Renault, los cuales desde la temporada 2016 eran renombrados como TAG Heuer, para montar los de Honda.[10][50]

### Cambios de escuderías
- Racing Point F1 Team, equipo que adquirió a Force India durante la temporada 2018, intentó cambiar su nombre a Lola, pero la solicitud fue rechazada.[51] Agregó el auspiciante SportPesa a su nombre.[1]
- El equipo Sauber pasó a llamarse Alfa Romeo Racing, tras un año de la marca italiana como auspiciante principal.[52]
- Los equipos Haas y Williams añadieron un patrocinio en su nombre de inscripción.[1]
- Renault dejó el nombre Renault Sport Formula One Team, y volvió a Renault F1 Team, como usó en la década del 2000.[53]
- La Scuderia Ferrari empleó el nombre de Scuderia Ferrari Mission Winnow en algunas carreras, según las regulaciones de las leyes antitabaco.[54][55][56]
- Haas F1 Team pasó a llamarse Rich Energy Haas F1 Team, pero el contrato con esta marca se rompió antes del Gran Premio de Singapur.[15]

### Cambios técnicos
- La máxima cantidad de combustible permitida pasó de 105 a 110 kg.[57]
- No se permite quemar aceite extra en clasificación.[57]
- Los alerones delanteros y traseros son más anchos y largos, además de que estos tienen que ser más simples para evitar que se genere un exceso de aire turbulento y así ayudar a los adelantamientos.[57]
- Tras ser opcional en 2018, para esta temporada es obligatorio el uso de los guantes biométricos para los pilotos.[57]
- Se prohibieron los elementos aerodinámicos en los conductos de frenos y alrededores.[57]
- Se limitó el tamaño de los «bargeboards» para facilitar el patrocinio en el lateral del monoplaza.[58]
- Los monoplazas tienen luces de frenada y lluvia en el alerón trasero.[59]

### Otros cambios
- A partir de esta temporada, se implementó una nueva regla en la cual se otorga un punto al piloto que consiga la vuelta rápida de la carrera, con la condición de terminar entre los diez primeros clasificados.[60]

## Calendario de presentaciones
El calendario de presentaciones para la temporada 2019 es el siguiente:
| Escudería    | Chasis | Imagen | Fecha         | Lugar                          |
| ------------ | ------ | ------ | ------------- | ------------------------------ |
| Haas         | VF-19  |        | 7 de febrero  | Londres, Reino Unido           |
| Toro Rosso   | STR14  |        | 11 de febrero | En línea                       |
| Williams     | FW42   |        | 11 de febrero | Grove, Reino Unido             |
| Renault      | R.S.19 |        | 12 de febrero | Enstone, Reino Unido           |
| Racing Point | RP19   |        | 13 de febrero | Toronto, Canadá                |
| Mercedes     | W10    |        | 13 de febrero | Silverstone, Reino Unido       |
| Red Bull     | RB15   |        | 13 de febrero | Milton Keynes, Reino Unido     |
| McLaren      | MCL34  |        | 14 de febrero | Woking, Reino Unido            |
| Ferrari      | SF90   |        | 15 de febrero | Maranello, Italia              |
| Alfa Romeo   | C38    |        | 18 de febrero | Circuito de Barcelona-Cataluña |

## Entrenamientos

### Pretemporada
Los test de pretemporada se disputaron en dos fechas, del 18 al 21 de febrero y del 26 de febrero al 1 de marzo. El circuito escogido, al igual que en temporadas pasadas, fue el Circuito de Barcelona-Cataluña, en Montmeló (España).
| N.º | Circuito                                          | Mapa del circuito    | Resultados    | Resultados       | Resultados  | Resultados   | Resultados   | Resultados | Resultados |
| --- | ------------------------------------------------- | -------------------- | ------------- | ---------------- | ----------- | ------------ | ------------ | ---------- | ---------- |
| 1   | Circuito de Barcelona-Cataluña Longitud: 4,627 km |                      | Fecha         | Fecha            | Piloto      | Constructor  | Mejor tiempo | Neu.       | Vueltas    |
| 1   | Circuito de Barcelona-Cataluña Longitud: 4,627 km | Día 1                | 18 de febrero | Sebastian Vettel | Ferrari     | 1:18.161     | M            | 169        |            |
| 1   | Circuito de Barcelona-Cataluña Longitud: 4,627 km | Día 2                | 19 de febrero | Charles Leclerc  | Ferrari     | 1:18.247     | M            | 157        |            |
| 1   | Circuito de Barcelona-Cataluña Longitud: 4,627 km | Día 3                | 20 de febrero | Daniil Kvyat     | Toro Rosso  | 1:17.704     | S            | 137        |            |
| 1   | Circuito de Barcelona-Cataluña Longitud: 4,627 km | Día 4                | 21 de febrero | Nico Hülkenberg  | Renault     | 1:17.393     | S            | 24         |            |
| 1   | Circuito de Barcelona-Cataluña Longitud: 4,627 km | Resultados completos |               |                  |             |              |              |            |            |
| 2   | Circuito de Barcelona-Cataluña Longitud: 4,627 km | Fecha                | Fecha         | Piloto           | Constructor | Mejor tiempo | Neu.         | Vueltas    |            |
| 2   | Circuito de Barcelona-Cataluña Longitud: 4,627 km | Día 5                | 26 de febrero | Lando Norris     | McLaren     | 1:17.709     | S            | 80         |            |
| 2   | Circuito de Barcelona-Cataluña Longitud: 4,627 km | Día 6                | 27 de febrero | Carlos Sainz Jr. | McLaren     | 1:17.144     | S            | 130        |            |
| 2   | Circuito de Barcelona-Cataluña Longitud: 4,627 km | Día 7                | 28 de febrero | Charles Leclerc  | Ferrari     | 1:16.231     | S            | 138        |            |
| 2   | Circuito de Barcelona-Cataluña Longitud: 4,627 km | Día 8                | 1 de marzo    | Sebastian Vettel | Ferrari     | 1:16.221     | S            | 110        |            |
| 2   | Circuito de Barcelona-Cataluña Longitud: 4,627 km | Resultados completos |               |                  |             |              |              |            |            |

### En temporada
| N.º | Circuito                                            | Mapa del circuito | Resultados | Resultados      | Resultados | Resultados  | Resultados   | Resultados | Resultados |
| --- | --------------------------------------------------- | ----------------- | ---------- | --------------- | ---------- | ----------- | ------------ | ---------- | ---------- |
| 1   | Circuito Internacional de Baréin Longitud: 5,412 km |                   | Fecha      | Fecha           | Piloto     | Constructor | Mejor tiempo | Neu.       | Vueltas    |
| 1   | Circuito Internacional de Baréin Longitud: 5,412 km | Día 1             | 2 de abril | Max Verstappen  | Red Bull   | 1:29.379    | H            | 62         |            |
| 1   | Circuito Internacional de Baréin Longitud: 5,412 km | Día 2             | 3 de abril | George Russell  | Mercedes   | 1:29.029    | M            | 101        |            |
| 2   | Circuito de Barcelona-Cataluña Longitud: 4,627 km   |                   | Fecha      | Fecha           | Piloto     | Constructor | Mejor tiempo | Neu.       | Vueltas    |
| 2   | Circuito de Barcelona-Cataluña Longitud: 4,627 km   | Día 1             | 14 de mayo | Valtteri Bottas | Mercedes   | 1:15.511    | S            | 131        |            |
| 2   | Circuito de Barcelona-Cataluña Longitud: 4,627 km   | Día 2             | 15 de mayo | Nikita Mazepin  | Mercedes   | 1:15.775    | M            | 128        |            |

### Postemporada
Los test de postemporada se disputaron los días 3 y 4 de diciembre en el Circuito Yas Marina.
| Circuito                               | Mapa del circuito | Resultados     | Resultados      | Resultados | Resultados  | Resultados   | Resultados | Resultados |
| -------------------------------------- | ----------------- | -------------- | --------------- | ---------- | ----------- | ------------ | ---------- | ---------- |
| Circuito Yas Marina Longitud: 5,554 km |                   | Fecha          | Fecha           | Piloto     | Constructor | Mejor tiempo | Neu.       | Vueltas    |
| Circuito Yas Marina Longitud: 5,554 km | Día 1             | 3 de diciembre | Valtteri Bottas | Mercedes   | 1:37.124    | S            | 138        |            |
| Circuito Yas Marina Longitud: 5,554 km | Día 2             | 4 de diciembre | George Russell  | Mercedes   | 1:37.204    | S            | 145        |            |

## Calendario

Los países que acogen un Gran Premio están coloreados de verde, con la localización del circuito señalada con un punto negro; los países que han acogido un Gran Premio alguna vez están coloreados de gris oscuro.

| Ronda   | Gran Premio                       | Circuito                                       | Fecha            |
| ------- | --------------------------------- | ---------------------------------------------- | ---------------- |
| 1       | Gran Premio de Australia          | Circuito de Albert Park, Melbourne             | 17 de marzo      |
| 2       | Gran Premio de Baréin             | Circuito Internacional de Baréin, Sakhir       | 31 de marzo      |
| 3       | Gran Premio de China              | Circuito Internacional de Shanghái, Shanghái   | 14 de abril      |
| 4       | Gran Premio de Azerbaiyán         | Circuito callejero de Bakú, Bakú               | 28 de abril      |
| 5       | Gran Premio de España             | Circuito de Barcelona-Cataluña, Montmeló       | 12 de mayo       |
| 6       | Gran Premio de Mónaco             | Circuito de Mónaco, Montecarlo                 | 26 de mayo       |
| 7       | Gran Premio de Canadá             | Circuito Gilles Villeneuve, Montreal           | 9 de junio       |
| 8       | Gran Premio de Francia            | Circuito Paul Ricard, Le Castellet             | 23 de junio      |
| 9       | Gran Premio de Austria            | Red Bull Ring, Spielberg                       | 30 de junio      |
| 10      | Gran Premio de Gran Bretaña       | Circuito de Silverstone, Silverstone           | 14 de julio      |
| 11      | Gran Premio de Alemania           | Hockenheimring, Hockenheim                     | 28 de julio      |
| 12      | Gran Premio de Hungría            | Hungaroring, Mogyoród                          | 4 de agosto      |
| 13      | Gran Premio de Bélgica            | Circuito de Spa-Francorchamps, Spa             | 1 de septiembre  |
| 14      | Gran Premio de Italia             | Autodromo Nazionale di Monza, Monza            | 8 de septiembre  |
| 15      | Gran Premio de Singapur           | Circuito callejero de Marina Bay, Singapur     | 22 de septiembre |
| 16      | Gran Premio de Rusia              | Autódromo de Sochi, Sochi                      | 29 de septiembre |
| 17      | Gran Premio de Japón              | Circuito de Suzuka, Suzuka                     | 13 de octubre    |
| 18      | Gran Premio de México             | Autódromo Hermanos Rodríguez, Ciudad de México | 27 de octubre    |
| 19      | Gran Premio de los Estados Unidos | Circuito de las Américas, Austin, Texas        | 3 de noviembre   |
| 20      | Gran Premio de Brasil             | Autódromo José Carlos Pace, São Paulo          | 17 de noviembre  |
| 21      | Gran Premio de Abu Dabi           | Circuito Yas Marina, Isla Yas, Abu Dabi        | 1 de diciembre   |
| Fuente: |                                   |                                                |                  |

## Neumáticos
Para la temporada 2019, Pirelli reduce de 7 a 5 el número de compuestos de seco, de los que se elegirán 3 para cada Gran Premio.
Los compuestos se identificarán por los códigos C1 a C5, siendo el C1 el más duro y el C5 el más blando. De cara al aficionado, se utilizarán únicamente las denominaciones "Duro", "Medio" y "Blando" para todos los grandes premios con independencia de los compuestos seleccionados, aunque Pirelli facilitará también la elección exacta de compuestos de seco.
Se regresa de este modo a una política similar a las temporadas 2007-10 con Bridgestone como suministrador. Existían cuatro compuestos de seco diferentes, de los que Bridgestone seleccionaba dos para cada Gran Premio. Su etiquetado en pista se limitó a "Duro" para el más duro seleccionado, y "Blando" para el más blando, independientemente del compuesto exacto utilizado.
Con su entrada como suministrador único en 2011, Pirelli optó por cambiar esta política y utilizar una denominación propia para cada compuesto, "Duro", "Medio", "Blando", y "Superblando", haciendo más visible el compuesto exacto utilizado.
Sin embargo este sistema presentó problemas crecientes al proliferar los compuestos de seco (aumento a 5 en 2016 y a 7 en 2018). Mantener una denominación diferente para cada uno implicaba un color y un nombre diferente, lo que condujo a una amplia gama de colores y de prefijos para los nombres, y las lógicas dificultades para distinguirlos. En el caso del Gran Premio de Mónaco este sistema motivó el uso de compuestos "Superblando", "Ultrablando" e "Hiperblando".
A requerimiento de la FIA, Pirelli regresará a la política utilizada hasta 2010, y utilizará solamente las denominaciones a "Duro", "Medio" y "Blando" para cada Gran Premio, aunque Pirelli seguirá informando de los compuestos exactos seleccionados para cada carrera.
| Nombre del compuesto | Color | Color | Banda de rodadura | Condiciones de circulación | Adherencia | Durabilidad |
| -------------------- | ----- | ----- | ----------------- | -------------------------- | ---------- | ----------- |
| Duro                 | H     |       | Liso              | Seco                       | Baja       | Alta        |
| Medio                | M     |       | Liso              | Seco                       | Media      | Media       |
| Blando               | S     |       | Liso              | Seco                       | Alta       | Baja        |
| Intermedio           | I     |       | Canales           | Mojado                     |            |             |
| De lluvia            | W     |       | Canales           | Mojado                     |            |             |

| Identificador | Adherencia  | Durabilidad |
| ------------- | ----------- | ----------- |
| C1            | La más baja | La más alta |
| C2            | Baja        | Alta        |
| C3            | Media       | Media       |
| C4            | Alta        | Baja        |
| C5            | La más alta | La más baja |

### Neumáticos de seco por carrera
| Compuesto | AUS | BHR | CHN | AZE | ESP | MON | CAN | FRA | AUT | GBR | GER | HUN | BEL | ITA | SIN | RUS | JPN | MEX | USA | BRA | ABU |
| --------- | --- | --- | --- | --- | --- | --- | --- | --- | --- | --- | --- | --- | --- | --- | --- | --- | --- | --- | --- | --- | --- |
| Duro      | C2  | C1  | C2  | C2  | C1  | C3  | C3  | C2  | C2  | C1  | C2  | C2  | C1  | C2  | C3  | C2  | C1  | C2  | C2  | C1  | C3  |
| Medio     | C3  | C2  | C3  | C3  | C2  | C4  | C4  | C3  | C3  | C2  | C3  | C3  | C2  | C3  | C4  | C3  | C2  | C3  | C3  | C2  | C4  |
| Blando    | C4  | C3  | C4  | C4  | C3  | C5  | C5  | C4  | C4  | C3  | C4  | C4  | C3  | C4  | C5  | C4  | C3  | C4  | C4  | C3  | C5  |

Fuente: Pirelli.

## Resultados
| Ronda | Fecha                                | Gran Premio | Mapa del circuito    | Resultados                  | Resultados       | Resultados                  | Resultados       |
| ----- | ------------------------------------ | --- | -------------------- | --------------------------- | ---------------- | --------------------------- | ---------------- |
| 1     | 15, 16 y 17 de marzo                 | Gran Premio de Australia Circuito de Albert Park Longitud: 5,303 km Vueltas: 58 Distancia de carrera: 307,574 km Ganador 2018: Sebastian Vettel - Ferrari         |                      | Libres 1                    | Lewis Hamilton   | Ganador                     | Valtteri Bottas  |
| 1     | 15, 16 y 17 de marzo                 | Gran Premio de Australia Circuito de Albert Park Longitud: 5,303 km Vueltas: 58 Distancia de carrera: 307,574 km Ganador 2018: Sebastian Vettel - Ferrari         | Libres 2             | Lewis Hamilton              | 2.do puesto      | Lewis Hamilton              |                  |
| 1     | 15, 16 y 17 de marzo                 | Gran Premio de Australia Circuito de Albert Park Longitud: 5,303 km Vueltas: 58 Distancia de carrera: 307,574 km Ganador 2018: Sebastian Vettel - Ferrari         | Libres 3             | Lewis Hamilton              | 3.er puesto      | Max Verstappen              |                  |
| 1     | 15, 16 y 17 de marzo                 | Gran Premio de Australia Circuito de Albert Park Longitud: 5,303 km Vueltas: 58 Distancia de carrera: 307,574 km Ganador 2018: Sebastian Vettel - Ferrari         | Pole position        | Lewis Hamilton (1:20.486)   | Vuelta rápida    | Valtteri Bottas (1:25.580)  |                  |
| 1     | 15, 16 y 17 de marzo                 | Gran Premio de Australia Circuito de Albert Park Longitud: 5,303 km Vueltas: 58 Distancia de carrera: 307,574 km Ganador 2018: Sebastian Vettel - Ferrari         | Resultados completos |                             |                  |                             |                  |
| 2     | 29, 30 y 31 de marzo                 | Gran Premio de Baréin Circuito Internacional de Baréin Longitud: 5,412 km Vueltas: 57 Distancia de carrera: 308,238 km Ganador 2018: Sebastian Vettel - Ferrari   |                      | Libres 1                    | Charles Leclerc  | Ganador                     | Lewis Hamilton   |
| 2     | 29, 30 y 31 de marzo                 | Gran Premio de Baréin Circuito Internacional de Baréin Longitud: 5,412 km Vueltas: 57 Distancia de carrera: 308,238 km Ganador 2018: Sebastian Vettel - Ferrari   | Libres 2             | Sebastian Vettel            | 2.do puesto      | Valtteri Bottas             |                  |
| 2     | 29, 30 y 31 de marzo                 | Gran Premio de Baréin Circuito Internacional de Baréin Longitud: 5,412 km Vueltas: 57 Distancia de carrera: 308,238 km Ganador 2018: Sebastian Vettel - Ferrari   | Libres 3             | Charles Leclerc             | 3.er puesto      | Charles Leclerc             |                  |
| 2     | 29, 30 y 31 de marzo                 | Gran Premio de Baréin Circuito Internacional de Baréin Longitud: 5,412 km Vueltas: 57 Distancia de carrera: 308,238 km Ganador 2018: Sebastian Vettel - Ferrari   | Pole position        | Charles Leclerc (1:27.866)  | Vuelta rápida    | Charles Leclerc (1:33.411)  |                  |
| 2     | 29, 30 y 31 de marzo                 | Gran Premio de Baréin Circuito Internacional de Baréin Longitud: 5,412 km Vueltas: 57 Distancia de carrera: 308,238 km Ganador 2018: Sebastian Vettel - Ferrari   | Resultados completos |                             |                  |                             |                  |
| 3     | 12, 13 y 14 de abril                 | Gran Premio de China Circuito Internacional de Shanghái Longitud: 5,451 km Vueltas: 56 Distancia de carrera: 305,066 km Ganador 2018: Daniel Ricciardo - Red Bull |                      | Libres 1                    | Sebastian Vettel | Ganador                     | Lewis Hamilton   |
| 3     | 12, 13 y 14 de abril                 | Gran Premio de China Circuito Internacional de Shanghái Longitud: 5,451 km Vueltas: 56 Distancia de carrera: 305,066 km Ganador 2018: Daniel Ricciardo - Red Bull | Libres 2             | Valtteri Bottas             | 2.do puesto      | Valtteri Bottas             |                  |
| 3     | 12, 13 y 14 de abril                 | Gran Premio de China Circuito Internacional de Shanghái Longitud: 5,451 km Vueltas: 56 Distancia de carrera: 305,066 km Ganador 2018: Daniel Ricciardo - Red Bull | Libres 3             | Valtteri Bottas             | 3.er puesto      | Sebastian Vettel            |                  |
| 3     | 12, 13 y 14 de abril                 | Gran Premio de China Circuito Internacional de Shanghái Longitud: 5,451 km Vueltas: 56 Distancia de carrera: 305,066 km Ganador 2018: Daniel Ricciardo - Red Bull | Pole position        | Valtteri Bottas (1:31.547)  | Vuelta rápida    | Pierre Gasly (1:34.742)     |                  |
| 3     | 12, 13 y 14 de abril                 | Gran Premio de China Circuito Internacional de Shanghái Longitud: 5,451 km Vueltas: 56 Distancia de carrera: 305,066 km Ganador 2018: Daniel Ricciardo - Red Bull | Resultados completos |                             |                  |                             |                  |
| 4     | 26, 27 y 28 de abril                 | Gran Premio de Azerbaiyán Circuito callejero de Bakú Longitud: 6,003 km Vueltas: 51 Distancia de carrera: 306,049 km Ganador 2018: Lewis Hamilton - Mercedes      |                      | Libres 1                    | Charles Leclerc  | Ganador                     | Valtteri Bottas  |
| 4     | 26, 27 y 28 de abril                 | Gran Premio de Azerbaiyán Circuito callejero de Bakú Longitud: 6,003 km Vueltas: 51 Distancia de carrera: 306,049 km Ganador 2018: Lewis Hamilton - Mercedes      | Libres 2             | Charles Leclerc             | 2.do puesto      | Lewis Hamilton              |                  |
| 4     | 26, 27 y 28 de abril                 | Gran Premio de Azerbaiyán Circuito callejero de Bakú Longitud: 6,003 km Vueltas: 51 Distancia de carrera: 306,049 km Ganador 2018: Lewis Hamilton - Mercedes      | Libres 3             | Charles Leclerc             | 3.er puesto      | Sebastian Vettel            |                  |
| 4     | 26, 27 y 28 de abril                 | Gran Premio de Azerbaiyán Circuito callejero de Bakú Longitud: 6,003 km Vueltas: 51 Distancia de carrera: 306,049 km Ganador 2018: Lewis Hamilton - Mercedes      | Pole position        | Valtteri Bottas (1:40.495)  | Vuelta rápida    | Charles Leclerc (1:43.009)  |                  |
| 4     | 26, 27 y 28 de abril                 | Gran Premio de Azerbaiyán Circuito callejero de Bakú Longitud: 6,003 km Vueltas: 51 Distancia de carrera: 306,049 km Ganador 2018: Lewis Hamilton - Mercedes      | Resultados completos |                             |                  |                             |                  |
| 5     | 10, 11 y 12 de mayo                  | Gran Premio de España Circuito de Barcelona-Cataluña Longitud: 4,655 km Vueltas: 66 Distancia de carrera: 307,104 km Ganador 2018: Lewis Hamilton - Mercedes      |                      | Libres 1                    | Valtteri Bottas  | Ganador                     | Lewis Hamilton   |
| 5     | 10, 11 y 12 de mayo                  | Gran Premio de España Circuito de Barcelona-Cataluña Longitud: 4,655 km Vueltas: 66 Distancia de carrera: 307,104 km Ganador 2018: Lewis Hamilton - Mercedes      | Libres 2             | Valtteri Bottas             | 2.do puesto      | Valtteri Bottas             |                  |
| 5     | 10, 11 y 12 de mayo                  | Gran Premio de España Circuito de Barcelona-Cataluña Longitud: 4,655 km Vueltas: 66 Distancia de carrera: 307,104 km Ganador 2018: Lewis Hamilton - Mercedes      | Libres 3             | Lewis Hamilton              | 3.er puesto      | Max Verstappen              |                  |
| 5     | 10, 11 y 12 de mayo                  | Gran Premio de España Circuito de Barcelona-Cataluña Longitud: 4,655 km Vueltas: 66 Distancia de carrera: 307,104 km Ganador 2018: Lewis Hamilton - Mercedes      | Pole position        | Valtteri Bottas (1:15.406)  | Vuelta rápida    | Lewis Hamilton (1:18.492)   |                  |
| 5     | 10, 11 y 12 de mayo                  | Gran Premio de España Circuito de Barcelona-Cataluña Longitud: 4,655 km Vueltas: 66 Distancia de carrera: 307,104 km Ganador 2018: Lewis Hamilton - Mercedes      | Resultados completos |                             |                  |                             |                  |
| 6     | 23, 25 y 26 de mayo                  | Gran Premio de Mónaco Circuito de Mónaco Longitud: 3,337 km Vueltas: 78 Distancia de carrera: 260,286 km Ganador 2018: Daniel Ricciardo - Red Bull                |                      | Libres 1                    | Lewis Hamilton   | Ganador                     | Lewis Hamilton   |
| 6     | 23, 25 y 26 de mayo                  | Gran Premio de Mónaco Circuito de Mónaco Longitud: 3,337 km Vueltas: 78 Distancia de carrera: 260,286 km Ganador 2018: Daniel Ricciardo - Red Bull                | Libres 2             | Lewis Hamilton              | 2.do puesto      | Sebastian Vettel            |                  |
| 6     | 23, 25 y 26 de mayo                  | Gran Premio de Mónaco Circuito de Mónaco Longitud: 3,337 km Vueltas: 78 Distancia de carrera: 260,286 km Ganador 2018: Daniel Ricciardo - Red Bull                | Libres 3             | Charles Leclerc             | 3.er puesto      | Valtteri Bottas             |                  |
| 6     | 23, 25 y 26 de mayo                  | Gran Premio de Mónaco Circuito de Mónaco Longitud: 3,337 km Vueltas: 78 Distancia de carrera: 260,286 km Ganador 2018: Daniel Ricciardo - Red Bull                | Pole position        | Lewis Hamilton (1:10.166)   | Vuelta rápida    | Pierre Gasly (1:14.279)     |                  |
| 6     | 23, 25 y 26 de mayo                  | Gran Premio de Mónaco Circuito de Mónaco Longitud: 3,337 km Vueltas: 78 Distancia de carrera: 260,286 km Ganador 2018: Daniel Ricciardo - Red Bull                | Resultados completos |                             |                  |                             |                  |
| 7     | 7, 8 y 9 de junio                    | Gran Premio de Canadá Circuito Gilles Villeneuve Longitud: 4,361 km Vueltas: 70 Distancia de carrera: 305,270 km Ganador 2018: Sebastian Vettel - Ferrari         |                      | Libres 1                    | Lewis Hamilton   | Ganador                     | Lewis Hamilton   |
| 7     | 7, 8 y 9 de junio                    | Gran Premio de Canadá Circuito Gilles Villeneuve Longitud: 4,361 km Vueltas: 70 Distancia de carrera: 305,270 km Ganador 2018: Sebastian Vettel - Ferrari         | Libres 2             | Charles Leclerc             | 2.do puesto      | Sebastian Vettel            |                  |
| 7     | 7, 8 y 9 de junio                    | Gran Premio de Canadá Circuito Gilles Villeneuve Longitud: 4,361 km Vueltas: 70 Distancia de carrera: 305,270 km Ganador 2018: Sebastian Vettel - Ferrari         | Libres 3             | Sebastian Vettel            | 3.er puesto      | Charles Leclerc             |                  |
| 7     | 7, 8 y 9 de junio                    | Gran Premio de Canadá Circuito Gilles Villeneuve Longitud: 4,361 km Vueltas: 70 Distancia de carrera: 305,270 km Ganador 2018: Sebastian Vettel - Ferrari         | Pole position        | Sebastian Vettel (1:10.240) | Vuelta rápida    | Valtteri Bottas (1:13.078)  |                  |
| 7     | 7, 8 y 9 de junio                    | Gran Premio de Canadá Circuito Gilles Villeneuve Longitud: 4,361 km Vueltas: 70 Distancia de carrera: 305,270 km Ganador 2018: Sebastian Vettel - Ferrari         | Resultados completos |                             |                  |                             |                  |
| 8     | 21, 22 y 23 de junio                 | Gran Premio de Francia Circuito Paul Ricard Longitud: 5,842 km Vueltas: 53 Distancia de carrera: 309,626 km Ganador 2018: Lewis Hamilton - Mercedes               |                      | Libres 1                    | Lewis Hamilton   | Ganador                     | Lewis Hamilton   |
| 8     | 21, 22 y 23 de junio                 | Gran Premio de Francia Circuito Paul Ricard Longitud: 5,842 km Vueltas: 53 Distancia de carrera: 309,626 km Ganador 2018: Lewis Hamilton - Mercedes               | Libres 2             | Valtteri Bottas             | 2.do puesto      | Valtteri Bottas             |                  |
| 8     | 21, 22 y 23 de junio                 | Gran Premio de Francia Circuito Paul Ricard Longitud: 5,842 km Vueltas: 53 Distancia de carrera: 309,626 km Ganador 2018: Lewis Hamilton - Mercedes               | Libres 3             | Valtteri Bottas             | 3.er puesto      | Charles Leclerc             |                  |
| 8     | 21, 22 y 23 de junio                 | Gran Premio de Francia Circuito Paul Ricard Longitud: 5,842 km Vueltas: 53 Distancia de carrera: 309,626 km Ganador 2018: Lewis Hamilton - Mercedes               | Pole position        | Lewis Hamilton (1:28.319)   | Vuelta rápida    | Sebastian Vettel (1:32.740) |                  |
| 8     | 21, 22 y 23 de junio                 | Gran Premio de Francia Circuito Paul Ricard Longitud: 5,842 km Vueltas: 53 Distancia de carrera: 309,626 km Ganador 2018: Lewis Hamilton - Mercedes               | Resultados completos |                             |                  |                             |                  |
| 9     | 28, 29 y 30 de junio                 | Gran Premio de Austria Red Bull Ring Longitud: 4,326 km Vueltas: 71 Distancia de carrera: 307,020 km Ganador 2018: Max Verstappen - Red Bull                      |                      | Libres 1                    | Lewis Hamilton   | Ganador                     | Max Verstappen   |
| 9     | 28, 29 y 30 de junio                 | Gran Premio de Austria Red Bull Ring Longitud: 4,326 km Vueltas: 71 Distancia de carrera: 307,020 km Ganador 2018: Max Verstappen - Red Bull                      | Libres 2             | Charles Leclerc             | 2.do puesto      | Charles Leclerc             |                  |
| 9     | 28, 29 y 30 de junio                 | Gran Premio de Austria Red Bull Ring Longitud: 4,326 km Vueltas: 71 Distancia de carrera: 307,020 km Ganador 2018: Max Verstappen - Red Bull                      | Libres 3             | Charles Leclerc             | 3.er puesto      | Valtteri Bottas             |                  |
| 9     | 28, 29 y 30 de junio                 | Gran Premio de Austria Red Bull Ring Longitud: 4,326 km Vueltas: 71 Distancia de carrera: 307,020 km Ganador 2018: Max Verstappen - Red Bull                      | Pole position        | Charles Leclerc (1:03.003)  | Vuelta rápida    | Max Verstappen (1:07.475)   |                  |
| 9     | 28, 29 y 30 de junio                 | Gran Premio de Austria Red Bull Ring Longitud: 4,326 km Vueltas: 71 Distancia de carrera: 307,020 km Ganador 2018: Max Verstappen - Red Bull                      | Resultados completos |                             |                  |                             |                  |
| 10    | 12, 13 y 14 de julio                 | Gran Premio de Gran Bretaña Circuito de Silverstone Longitud: 5,891 km Vueltas: 52 Distancia de carrera: 306,198 km Ganador 2018: Sebastian Vettel - Ferrari      |                      | Libres 1                    | Pierre Gasly     | Ganador                     | Lewis Hamilton   |
| 10    | 12, 13 y 14 de julio                 | Gran Premio de Gran Bretaña Circuito de Silverstone Longitud: 5,891 km Vueltas: 52 Distancia de carrera: 306,198 km Ganador 2018: Sebastian Vettel - Ferrari      | Libres 2             | Valtteri Bottas             | 2.do puesto      | Valtteri Bottas             |                  |
| 10    | 12, 13 y 14 de julio                 | Gran Premio de Gran Bretaña Circuito de Silverstone Longitud: 5,891 km Vueltas: 52 Distancia de carrera: 306,198 km Ganador 2018: Sebastian Vettel - Ferrari      | Libres 3             | Charles Leclerc             | 3.er puesto      | Charles Leclerc             |                  |
| 10    | 12, 13 y 14 de julio                 | Gran Premio de Gran Bretaña Circuito de Silverstone Longitud: 5,891 km Vueltas: 52 Distancia de carrera: 306,198 km Ganador 2018: Sebastian Vettel - Ferrari      | Pole position        | Valtteri Bottas (1:25.093)  | Vuelta rápida    | Lewis Hamilton (1:27.363)   |                  |
| 10    | 12, 13 y 14 de julio                 | Gran Premio de Gran Bretaña Circuito de Silverstone Longitud: 5,891 km Vueltas: 52 Distancia de carrera: 306,198 km Ganador 2018: Sebastian Vettel - Ferrari      | Resultados completos |                             |                  |                             |                  |
| 11    | 26, 27 y 28 de julio                 | Gran Premio de Alemania Hockenheimring Longitud: 4,574 km Vueltas: 64 Distancia de carrera: 306,458 km Ganador 2018: Lewis Hamilton - Mercedes                    |                      | Libres 1                    | Sebastian Vettel | Ganador                     | Max Verstappen   |
| 11    | 26, 27 y 28 de julio                 | Gran Premio de Alemania Hockenheimring Longitud: 4,574 km Vueltas: 64 Distancia de carrera: 306,458 km Ganador 2018: Lewis Hamilton - Mercedes                    | Libres 2             | Charles Leclerc             | 2.do puesto      | Sebastian Vettel            |                  |
| 11    | 26, 27 y 28 de julio                 | Gran Premio de Alemania Hockenheimring Longitud: 4,574 km Vueltas: 64 Distancia de carrera: 306,458 km Ganador 2018: Lewis Hamilton - Mercedes                    | Libres 3             | Charles Leclerc             | 3.er puesto      | Daniil Kvyat                |                  |
| 11    | 26, 27 y 28 de julio                 | Gran Premio de Alemania Hockenheimring Longitud: 4,574 km Vueltas: 64 Distancia de carrera: 306,458 km Ganador 2018: Lewis Hamilton - Mercedes                    | Pole position        | Lewis Hamilton (1:11.767)   | Vuelta rápida    | Max Verstappen (1:16.645)   |                  |
| 11    | 26, 27 y 28 de julio                 | Gran Premio de Alemania Hockenheimring Longitud: 4,574 km Vueltas: 64 Distancia de carrera: 306,458 km Ganador 2018: Lewis Hamilton - Mercedes                    | Resultados completos |                             |                  |                             |                  |
| 12    | 2, 3 y 4 de agosto                   | Gran Premio de Hungría Hungaroring Longitud: 4,381 km Vueltas: 70 Distancia de carrera: 306,630 km Ganador 2018: Lewis Hamilton - Mercedes                        |                      | Libres 1                    | Lewis Hamilton   | Ganador                     | Lewis Hamilton   |
| 12    | 2, 3 y 4 de agosto                   | Gran Premio de Hungría Hungaroring Longitud: 4,381 km Vueltas: 70 Distancia de carrera: 306,630 km Ganador 2018: Lewis Hamilton - Mercedes                        | Libres 2             | Pierre Gasly                | 2.do puesto      | Max Verstappen              |                  |
| 12    | 2, 3 y 4 de agosto                   | Gran Premio de Hungría Hungaroring Longitud: 4,381 km Vueltas: 70 Distancia de carrera: 306,630 km Ganador 2018: Lewis Hamilton - Mercedes                        | Libres 3             | Lewis Hamilton              | 3.er puesto      | Sebastian Vettel            |                  |
| 12    | 2, 3 y 4 de agosto                   | Gran Premio de Hungría Hungaroring Longitud: 4,381 km Vueltas: 70 Distancia de carrera: 306,630 km Ganador 2018: Lewis Hamilton - Mercedes                        | Pole position        | Max Verstappen (1:14.572)   | Vuelta rápida    | Max Verstappen (1:17.103)   |                  |
| 12    | 2, 3 y 4 de agosto                   | Gran Premio de Hungría Hungaroring Longitud: 4,381 km Vueltas: 70 Distancia de carrera: 306,630 km Ganador 2018: Lewis Hamilton - Mercedes                        | Resultados completos |                             |                  |                             |                  |
| 13    | 30, 31 de agosto y 1 de septiembre   | Gran Premio de Bélgica Circuito de Spa-Francorchamps Longitud: 7,004 km Vueltas: 44 Distancia de carrera: 308,052 km Ganador 2018: Sebastian Vettel - Ferrari     |                      | Libres 1                    | Sebastian Vettel | Ganador                     | Charles Leclerc  |
| 13    | 30, 31 de agosto y 1 de septiembre   | Gran Premio de Bélgica Circuito de Spa-Francorchamps Longitud: 7,004 km Vueltas: 44 Distancia de carrera: 308,052 km Ganador 2018: Sebastian Vettel - Ferrari     | Libres 2             | Charles Leclerc             | 2.do puesto      | Lewis Hamilton              |                  |
| 13    | 30, 31 de agosto y 1 de septiembre   | Gran Premio de Bélgica Circuito de Spa-Francorchamps Longitud: 7,004 km Vueltas: 44 Distancia de carrera: 308,052 km Ganador 2018: Sebastian Vettel - Ferrari     | Libres 3             | Charles Leclerc             | 3.er puesto      | Valtteri Bottas             |                  |
| 13    | 30, 31 de agosto y 1 de septiembre   | Gran Premio de Bélgica Circuito de Spa-Francorchamps Longitud: 7,004 km Vueltas: 44 Distancia de carrera: 308,052 km Ganador 2018: Sebastian Vettel - Ferrari     | Pole position        | Charles Leclerc (1:42.519)  | Vuelta rápida    | Sebastian Vettel (1:46.409) |                  |
| 13    | 30, 31 de agosto y 1 de septiembre   | Gran Premio de Bélgica Circuito de Spa-Francorchamps Longitud: 7,004 km Vueltas: 44 Distancia de carrera: 308,052 km Ganador 2018: Sebastian Vettel - Ferrari     | Resultados completos |                             |                  |                             |                  |
| 14    | 6, 7 y 8 de septiembre               | Gran Premio de Italia Autodromo Nazionale di Monza Longitud: 5,793 km Vueltas: 53 Distancia de carrera: 306,720 km Ganador 2018: Lewis Hamilton - Mercedes        |                      | Libres 1                    | Charles Leclerc  | Ganador                     | Charles Leclerc  |
| 14    | 6, 7 y 8 de septiembre               | Gran Premio de Italia Autodromo Nazionale di Monza Longitud: 5,793 km Vueltas: 53 Distancia de carrera: 306,720 km Ganador 2018: Lewis Hamilton - Mercedes        | Libres 2             | Charles Leclerc             | 2.do puesto      | Valtteri Bottas             |                  |
| 14    | 6, 7 y 8 de septiembre               | Gran Premio de Italia Autodromo Nazionale di Monza Longitud: 5,793 km Vueltas: 53 Distancia de carrera: 306,720 km Ganador 2018: Lewis Hamilton - Mercedes        | Libres 3             | Sebastian Vettel            | 3.er puesto      | Lewis Hamilton              |                  |
| 14    | 6, 7 y 8 de septiembre               | Gran Premio de Italia Autodromo Nazionale di Monza Longitud: 5,793 km Vueltas: 53 Distancia de carrera: 306,720 km Ganador 2018: Lewis Hamilton - Mercedes        | Pole position        | Charles Leclerc (1:19.307)  | Vuelta rápida    | Lewis Hamilton (1:21.779)   |                  |
| 14    | 6, 7 y 8 de septiembre               | Gran Premio de Italia Autodromo Nazionale di Monza Longitud: 5,793 km Vueltas: 53 Distancia de carrera: 306,720 km Ganador 2018: Lewis Hamilton - Mercedes        | Resultados completos |                             |                  |                             |                  |
| 15    | 20, 21 y 22 de septiembre            | Gran Premio de Singapur Circuito callejero de Marina Bay Longitud: 5,065 km Vueltas: 61 Distancia de carrera: 308,828 km Ganador 2018: Lewis Hamilton - Mercedes  |                      | Libres 1                    | Max Verstappen   | Ganador                     | Sebastian Vettel |
| 15    | 20, 21 y 22 de septiembre            | Gran Premio de Singapur Circuito callejero de Marina Bay Longitud: 5,065 km Vueltas: 61 Distancia de carrera: 308,828 km Ganador 2018: Lewis Hamilton - Mercedes  | Libres 2             | Lewis Hamilton              | 2.do puesto      | Charles Leclerc             |                  |
| 15    | 20, 21 y 22 de septiembre            | Gran Premio de Singapur Circuito callejero de Marina Bay Longitud: 5,065 km Vueltas: 61 Distancia de carrera: 308,828 km Ganador 2018: Lewis Hamilton - Mercedes  | Libres 3             | Charles Leclerc             | 3.er puesto      | Max Verstappen              |                  |
| 15    | 20, 21 y 22 de septiembre            | Gran Premio de Singapur Circuito callejero de Marina Bay Longitud: 5,065 km Vueltas: 61 Distancia de carrera: 308,828 km Ganador 2018: Lewis Hamilton - Mercedes  | Pole position        | Charles Leclerc (1:36.217)  | Vuelta rápida    | Kevin Magnussen (1:42.301)  |                  |
| 15    | 20, 21 y 22 de septiembre            | Gran Premio de Singapur Circuito callejero de Marina Bay Longitud: 5,065 km Vueltas: 61 Distancia de carrera: 308,828 km Ganador 2018: Lewis Hamilton - Mercedes  | Resultados completos |                             |                  |                             |                  |
| 16    | 27, 28 y 29 de septiembre            | Gran Premio de Rusia Autódromo de Sochi Longitud: 5,484 km Vueltas: 53 Distancia de carrera: 309,745 km Ganador 2018: Lewis Hamilton - Mercedes                   |                      | Libres 1                    | Charles Leclerc  | Ganador                     | Lewis Hamilton   |
| 16    | 27, 28 y 29 de septiembre            | Gran Premio de Rusia Autódromo de Sochi Longitud: 5,484 km Vueltas: 53 Distancia de carrera: 309,745 km Ganador 2018: Lewis Hamilton - Mercedes                   | Libres 2             | Max Verstappen              | 2.do puesto      | Valtteri Bottas             |                  |
| 16    | 27, 28 y 29 de septiembre            | Gran Premio de Rusia Autódromo de Sochi Longitud: 5,484 km Vueltas: 53 Distancia de carrera: 309,745 km Ganador 2018: Lewis Hamilton - Mercedes                   | Libres 3             | Charles Leclerc             | 3.er puesto      | Charles Leclerc             |                  |
| 16    | 27, 28 y 29 de septiembre            | Gran Premio de Rusia Autódromo de Sochi Longitud: 5,484 km Vueltas: 53 Distancia de carrera: 309,745 km Ganador 2018: Lewis Hamilton - Mercedes                   | Pole position        | Charles Leclerc (1:31.628)  | Vuelta rápida    | Lewis Hamilton (1:35.761)   |                  |
| 16    | 27, 28 y 29 de septiembre            | Gran Premio de Rusia Autódromo de Sochi Longitud: 5,484 km Vueltas: 53 Distancia de carrera: 309,745 km Ganador 2018: Lewis Hamilton - Mercedes                   | Resultados completos |                             |                  |                             |                  |
| 17    | 11, 12 y 13 de octubre               | Gran Premio de Japón Circuito de Suzuka Longitud: 5,807 km Vueltas: 53 Distancia de carrera: 307,471 km Ganador 2018: Lewis Hamilton - Mercedes                   |                      | Libres 1                    | Valtteri Bottas  | Ganador                     | Valtteri Bottas  |
| 17    | 11, 12 y 13 de octubre               | Gran Premio de Japón Circuito de Suzuka Longitud: 5,807 km Vueltas: 53 Distancia de carrera: 307,471 km Ganador 2018: Lewis Hamilton - Mercedes                   | Libres 2             | Valtteri Bottas             | 2.do puesto      | Sebastian Vettel            |                  |
| 17    | 11, 12 y 13 de octubre               | Gran Premio de Japón Circuito de Suzuka Longitud: 5,807 km Vueltas: 53 Distancia de carrera: 307,471 km Ganador 2018: Lewis Hamilton - Mercedes                   | Libres 3             | Cancelada                   | 3.er puesto      | Lewis Hamilton              |                  |
| 17    | 11, 12 y 13 de octubre               | Gran Premio de Japón Circuito de Suzuka Longitud: 5,807 km Vueltas: 53 Distancia de carrera: 307,471 km Ganador 2018: Lewis Hamilton - Mercedes                   | Pole position        | Sebastian Vettel (1:27.064) | Vuelta rápida    | Lewis Hamilton (1:30.983)   |                  |
| 17    | 11, 12 y 13 de octubre               | Gran Premio de Japón Circuito de Suzuka Longitud: 5,807 km Vueltas: 53 Distancia de carrera: 307,471 km Ganador 2018: Lewis Hamilton - Mercedes                   | Resultados completos |                             |                  |                             |                  |
| 18    | 25, 26 y 27 de octubre               | Gran Premio de México Autódromo Hermanos Rodríguez Longitud: 4,304 km Vueltas: 71 Distancia de carrera: 305,354 km Ganador 2018: Max Verstappen - Red Bull        |                      | Libres 1                    | Lewis Hamilton   | Ganador                     | Lewis Hamilton   |
| 18    | 25, 26 y 27 de octubre               | Gran Premio de México Autódromo Hermanos Rodríguez Longitud: 4,304 km Vueltas: 71 Distancia de carrera: 305,354 km Ganador 2018: Max Verstappen - Red Bull        | Libres 2             | Sebastian Vettel            | 2.do puesto      | Sebastian Vettel            |                  |
| 18    | 25, 26 y 27 de octubre               | Gran Premio de México Autódromo Hermanos Rodríguez Longitud: 4,304 km Vueltas: 71 Distancia de carrera: 305,354 km Ganador 2018: Max Verstappen - Red Bull        | Libres 3             | Charles Leclerc             | 3.er puesto      | Valtteri Bottas             |                  |
| 18    | 25, 26 y 27 de octubre               | Gran Premio de México Autódromo Hermanos Rodríguez Longitud: 4,304 km Vueltas: 71 Distancia de carrera: 305,354 km Ganador 2018: Max Verstappen - Red Bull        | Pole position        | Charles Leclerc (1:15.024)  | Vuelta rápida    | Charles Leclerc (1:19.232)  |                  |
| 18    | 25, 26 y 27 de octubre               | Gran Premio de México Autódromo Hermanos Rodríguez Longitud: 4,304 km Vueltas: 71 Distancia de carrera: 305,354 km Ganador 2018: Max Verstappen - Red Bull        | Resultados completos |                             |                  |                             |                  |
| 19    | 1, 2 y 3 de noviembre                | Gran Premio de los Estados Unidos Circuito de las Américas Longitud: 5,513 km Vueltas: 56 Distancia de carrera: 308,405 km Ganador 2018: Kimi Räikkönen - Ferrari |                      | Libres 1                    | Max Verstappen   | Ganador                     | Valtteri Bottas  |
| 19    | 1, 2 y 3 de noviembre                | Gran Premio de los Estados Unidos Circuito de las Américas Longitud: 5,513 km Vueltas: 56 Distancia de carrera: 308,405 km Ganador 2018: Kimi Räikkönen - Ferrari | Libres 2             | Lewis Hamilton              | 2.do puesto      | Lewis Hamilton              |                  |
| 19    | 1, 2 y 3 de noviembre                | Gran Premio de los Estados Unidos Circuito de las Américas Longitud: 5,513 km Vueltas: 56 Distancia de carrera: 308,405 km Ganador 2018: Kimi Räikkönen - Ferrari | Libres 3             | Max Verstappen              | 3.er puesto      | Max Verstappen              |                  |
| 19    | 1, 2 y 3 de noviembre                | Gran Premio de los Estados Unidos Circuito de las Américas Longitud: 5,513 km Vueltas: 56 Distancia de carrera: 308,405 km Ganador 2018: Kimi Räikkönen - Ferrari | Pole position        | Valtteri Bottas (1:32.029)  | Vuelta rápida    | Charles Leclerc (1:36.169)  |                  |
| 19    | 1, 2 y 3 de noviembre                | Gran Premio de los Estados Unidos Circuito de las Américas Longitud: 5,513 km Vueltas: 56 Distancia de carrera: 308,405 km Ganador 2018: Kimi Räikkönen - Ferrari | Resultados completos |                             |                  |                             |                  |
| 20    | 15, 16 y 17 de noviembre             | Gran Premio de Brasil Autódromo José Carlos Pace Longitud: 4,309 km Vueltas: 71 Distancia de carrera: 305,909 km Ganador 2018: Lewis Hamilton - Mercedes          |                      | Libres 1                    | Alexander Albon  | Ganador                     | Max Verstappen   |
| 20    | 15, 16 y 17 de noviembre             | Gran Premio de Brasil Autódromo José Carlos Pace Longitud: 4,309 km Vueltas: 71 Distancia de carrera: 305,909 km Ganador 2018: Lewis Hamilton - Mercedes          | Libres 2             | Sebastian Vettel            | 2.do puesto      | Pierre Gasly                |                  |
| 20    | 15, 16 y 17 de noviembre             | Gran Premio de Brasil Autódromo José Carlos Pace Longitud: 4,309 km Vueltas: 71 Distancia de carrera: 305,909 km Ganador 2018: Lewis Hamilton - Mercedes          | Libres 3             | Lewis Hamilton              | 3.er puesto      | Carlos Sainz Jr.            |                  |
| 20    | 15, 16 y 17 de noviembre             | Gran Premio de Brasil Autódromo José Carlos Pace Longitud: 4,309 km Vueltas: 71 Distancia de carrera: 305,909 km Ganador 2018: Lewis Hamilton - Mercedes          | Pole position        | Max Verstappen (1:07.508)   | Vuelta rápida    | Valtteri Bottas (1:10.698)  |                  |
| 20    | 15, 16 y 17 de noviembre             | Gran Premio de Brasil Autódromo José Carlos Pace Longitud: 4,309 km Vueltas: 71 Distancia de carrera: 305,909 km Ganador 2018: Lewis Hamilton - Mercedes          | Resultados completos |                             |                  |                             |                  |
| 21    | 29, 30 de noviembre y 1 de diciembre | Gran Premio de Abu Dabi Circuito Yas Marina Longitud: 5,554 km Vueltas: 55 Distancia de carrera: 305,355 km Ganador 2018: Lewis Hamilton - Mercedes               |                      | Libres 1                    | Valtteri Bottas  | Ganador                     | Lewis Hamilton   |
| 21    | 29, 30 de noviembre y 1 de diciembre | Gran Premio de Abu Dabi Circuito Yas Marina Longitud: 5,554 km Vueltas: 55 Distancia de carrera: 305,355 km Ganador 2018: Lewis Hamilton - Mercedes               | Libres 2             | Valtteri Bottas             | 2.do puesto      | Max Verstappen              |                  |
| 21    | 29, 30 de noviembre y 1 de diciembre | Gran Premio de Abu Dabi Circuito Yas Marina Longitud: 5,554 km Vueltas: 55 Distancia de carrera: 305,355 km Ganador 2018: Lewis Hamilton - Mercedes               | Libres 3             | Max Verstappen              | 3.er puesto      | Charles Leclerc             |                  |
| 21    | 29, 30 de noviembre y 1 de diciembre | Gran Premio de Abu Dabi Circuito Yas Marina Longitud: 5,554 km Vueltas: 55 Distancia de carrera: 305,355 km Ganador 2018: Lewis Hamilton - Mercedes               | Pole position        | Lewis Hamilton (1:34.779)   | Vuelta rápida    | Lewis Hamilton (1:39.283)   |                  |
| 21    | 29, 30 de noviembre y 1 de diciembre | Gran Premio de Abu Dabi Circuito Yas Marina Longitud: 5,554 km Vueltas: 55 Distancia de carrera: 305,355 km Ganador 2018: Lewis Hamilton - Mercedes               | Resultados completos |                             |                  |                             |                  |

Fuente: Fórmula 1

## Clasificaciones

### Puntuaciones
| Posición | 1.º | 2.º | 3.º | 4.º | 5.º | 6.º | 7.º | 8.º | 9.º | 10.º | VR |
| Puntos   | 25  | 18  | 15  | 12  | 10  | 8   | 6   | 4   | 2   | 1    | 1  |

### Campeonato de Pilotos
| Pos. | N.º | Piloto             | AUS | BHR | CHN | AZE | ESP | MON | CAN | FRA | AUT | GBR | GER | HUN | BEL | ITA | SIN | RUS | JPN | MEX | USA | BRA | ABU | Puntos |
| ---- | --- | ------------------ | --- | --- | --- | --- | --- | --- | --- | --- | --- | --- | --- | --- | --- | --- | --- | --- | --- | --- | --- | --- | --- | ------ |
| 1    | 44  | Lewis Hamilton     | 2   | 1   | 1   | 2   | 1   | 1   | 1   | 1   | 5   | 1   | 9   | 1   | 2   | 3   | 4   | 1   | 3   | 1   | 2   | 7   | 1   | 413    |
| 2    | 77  | Valtteri Bottas    | 1   | 2   | 2   | 1   | 2   | 3   | 4   | 2   | 3   | 2   | Ret | 8   | 3   | 2   | 5   | 2   | 1   | 3   | 1   | Ret | 4   | 326    |
| 3    | 33  | Max Verstappen     | 3   | 4   | 4   | 4   | 3   | 4   | 5   | 4   | 1   | 5   | 1   | 2   | Ret | 8   | 3   | 4   | Ret | 6   | 3   | 1   | 2   | 278    |
| 4    | 16  | Charles Leclerc    | 5   | 3   | 5   | 5   | 5   | Ret | 3   | 3   | 2   | 3   | Ret | 4   | 1   | 1   | 2   | 3   | 6   | 4   | 4   | 18† | 3   | 264    |
| 5    | 5   | Sebastian Vettel   | 4   | 5   | 3   | 3   | 4   | 2   | 2   | 5   | 4   | 16  | 2   | 3   | 4   | 13  | 1   | Ret | 2   | 2   | Ret | 17† | 5   | 240    |
| 6    | 55  | Carlos Sainz Jr.   | Ret | 19† | 14  | 7   | 8   | 6   | 11  | 6   | 8   | 6   | 5   | 5   | Ret | Ret | 12  | 6   | 5   | 13  | 8   | 3   | 10  | 96     |
| 7    | 10  | Pierre Gasly       | 11  | 8   | 6   | Ret | 6   | 5   | 8   | 10  | 7   | 4   | 14† | 6   | 9   | 11  | 8   | 14  | 7   | 9   | 16† | 2   | 18  | 95     |
| 8    | 23  | Alexander Albon    | 14  | 9   | 10  | 11  | 11  | 8   | Ret | 15  | 15  | 12  | 6   | 10  | 5   | 6   | 6   | 5   | 4   | 5   | 5   | 14  | 6   | 92     |
| 9    | 3   | Daniel Ricciardo   | Ret | 18† | 7   | Ret | 12  | 9   | 6   | 11  | 12  | 7   | Ret | 14  | 14  | 4   | 14  | Ret | DSQ | 8   | 6   | 6   | 11  | 54     |
| 10   | 11  | Sergio Pérez       | 13  | 10  | 8   | 6   | 15  | 12  | 12  | 12  | 11  | 17  | Ret | 11  | 6   | 7   | Ret | 7   | 8   | 7   | 10  | 9   | 7   | 52     |
| 11   | 4   | Lando Norris       | 12  | 6   | 18† | 8   | Ret | 11  | Ret | 9   | 6   | 11  | Ret | 9   | 11† | 10  | 7   | 8   | 11  | Ret | 7   | 8   | 8   | 49     |
| 12   | 7   | Kimi Räikkönen     | 8   | 7   | 9   | 10  | 14  | 17  | 15  | 7   | 9   | 8   | 12  | 7   | 16  | 15  | Ret | 13  | 12  | Ret | 11  | 4   | 13  | 43     |
| 13   | 26  | Daniil Kvyat       | 10  | 12  | Ret | Ret | 9   | 7   | 10  | 14  | 17  | 9   | 3   | 15  | 7   | Ret | 15  | 12  | 10  | 11  | 12  | 10  | 9   | 37     |
| 14   | 27  | Nico Hülkenberg    | 7   | 17† | Ret | 14  | 13  | 13  | 7   | 8   | 13  | 10  | Ret | 12  | 8   | 5   | 9   | 10  | DSQ | 10  | 9   | 15  | 12  | 37     |
| 15   | 18  | Lance Stroll       | 9   | 14  | 12  | 9   | Ret | 16  | 9   | 13  | 14  | 13  | 4   | 17  | 10  | 12  | 13  | 11  | 9   | 12  | 13  | 19† | Ret | 21     |
| 16   | 20  | Kevin Magnussen    | 6   | 13  | 13  | 13  | 7   | 14  | 17  | 17  | 19  | Ret | 8   | 13  | 12  | Ret | 17  | 9   | 15  | 15  | 18  | 11  | 14  | 20     |
| 17   | 99  | Antonio Giovinazzi | 15  | 11  | 15  | 12  | 16  | 19  | 13  | 16  | 10  | Ret | 13  | 18  | 18† | 9   | 10  | 15  | 14  | 14  | 14  | 5   | 16  | 14     |
| 18   | 8   | Romain Grosjean    | Ret | Ret | 11  | Ret | 10  | 10  | 14  | Ret | 16  | Ret | 7   | Ret | 13  | 16  | 11  | Ret | 13  | 17  | 15  | 13  | 15  | 8      |
| 19   | 88  | Robert Kubica      | 17  | 16  | 17  | 16  | 18  | 18  | 18  | 18  | 20  | 15  | 10  | 19  | 17  | 17  | 16  | Ret | 17  | 18  | Ret | 16  | 19  | 1      |
| 20   | 63  | George Russell     | 16  | 15  | 16  | 15  | 17  | 15  | 16  | 19  | 18  | 14  | 11  | 16  | 15  | 14  | Ret | Ret | 16  | 16  | 17  | 12  | 17  | 0      |
| Pos. | N.º | Piloto             | AUS | BHR | CHN | AZE | ESP | MON | CAN | FRA | AUT | GBR | GER | HUN | BEL | ITA | SIN | RUS | JPN | MEX | USA | BRA | ABU | Puntos |

| Color      | Resultado                          |
| ---------- | ---------------------------------- |
| Oro        | Ganador                            |
| Plata      | 2.º puesto                         |
| Bronce     | 3.er puesto                        |
| Verde      | Finalizó en los puntos             |
| Azul       | Finalizó sin puntos                |
| Azul       | NC - No clasificado                |
| Violeta    | Ret - No terminó                   |
| Rojo       | DNQ - No se clasificó              |
| Rojo       | DNPQ - No se preclasificó          |
| Negro      | DSQ - Descalificado                |
| Blanco     | DNS - No empezó                    |
| Blanco     | WD - Retirado                      |
| Blanco     | C - Carrera cancelada              |
| Azul claro | TD - Entrenamientos libres (2003-) |
| Sin color  | DNP - Inscrito, pero no participó  |
| Sin color  | INJ - Inscrito, pero lesionado     |
| Sin color  | EX - Excluido                      |

| Estado  | Resultado                                                                             |
| ------- | ------------------------------------------------------------------------------------- |
| Negrita | Pole position                                                                         |
| Cursiva | Vuelta rápida                                                                         |
| 1-8     | Posiciones puntuables de clasificación sprint (2021-)                                 |
| †       | No acabó el Gran Premio, pero fue clasificado ya que completó el porcentaje necesario |
| ‡       | Monoplaza compartido                                                                  |
| ~       | Se otorgó la mitad de puntos ya que no se cumplió con el 75% de la carrera            |
| ≠       | No obtuvo puntos ya que era piloto invitado                                           |
| F2      | Inscrito para carrera de Fórmula 2, no sumaba puntos                                  |

### Estadísticas del Campeonato de Pilotos
| Pos. | Piloto             | Escudería           | Grandes Premios | Victorias | Podios | Poles | Vueltas rápidas | Vueltas lideradas | Puntos |
| ---- | ------------------ | ------------------- | --------------- | --------- | ------ | ----- | --------------- | ----------------- | ------ |
| 1    | Lewis Hamilton     | Mercedes            | 21              | 11        | 17     | 5     | 6               | 511               | 413    |
| 2    | Valtteri Bottas    | Mercedes            | 21              | 4         | 15     | 5     | 2               | 185               | 326    |
| 3    | Max Verstappen     | Red Bull            | 21              | 3         | 9      | 2     | 4               | 156               | 278    |
| 4    | Charles Leclerc    | Ferrari             | 21              | 2         | 10     | 7     | 4               | 246               | 264    |
| 5    | Sebastian Vettel   | Ferrari             | 21              | 1         | 9      | 2     | 2               | 160               | 240    |
| 6    | Carlos Sainz Jr.   | McLaren             | 21              |           | 1      |       |                 |                   | 96     |
| 7    | Pierre Gasly       | Red Bull Toro Rosso | 21              |           | 1      |       | 2               |                   | 95     |
| 8    | Alexander Albon    | Toro Rosso Red Bull | 21              |           |        |       |                 |                   | 92     |
| 9    | Daniel Ricciardo   | Renault             | 21              |           |        |       |                 |                   | 54     |
| 10   | Sergio Pérez       | Racing Point        | 21              |           |        |       |                 |                   | 52     |
| 11   | Lando Norris       | McLaren             | 21              |           |        |       |                 |                   | 49     |
| 12   | Kimi Räikkönen     | Alfa Romeo          | 21              |           |        |       |                 |                   | 43     |
| 13   | Daniil Kvyat       | Toro Rosso          | 21              |           | 1      |       |                 |                   | 37     |
| 14   | Nico Hülkenberg    | Renault             | 21              |           |        |       |                 |                   | 37     |
| 15   | Lance Stroll       | Racing Point        | 21              |           |        |       |                 |                   | 21     |
| 16   | Kevin Magnussen    | Haas                | 21              |           |        |       | 1               |                   | 20     |
| 17   | Antonio Giovinazzi | Alfa Romeo          | 21              |           |        |       |                 | 4                 | 14     |
| 18   | Romain Grosjean    | Haas                | 21              |           |        |       |                 |                   | 8      |
| 19   | Robert Kubica      | Williams            | 21              |           |        |       |                 |                   | 1      |
| 20   | George Russell     | Williams            | 21              |           |        |       |                 |                   | 0      |

Fuente: Fórmula 1

### Campeonato de Constructores
| Pos. | Constructor               | N.º | AUS | BHR | CHN | AZE | ESP | MON | CAN | FRA | AUT | GBR | GER | HUN | BEL | ITA | SIN | RUS | JPN | MEX | USA | BRA | ABU | Puntos |
| ---- | ------------------------- | --- | --- | --- | --- | --- | --- | --- | --- | --- | --- | --- | --- | --- | --- | --- | --- | --- | --- | --- | --- | --- | --- | ------ |
| 1    | Mercedes                  | 44  | 2   | 1   | 1   | 2   | 1   | 1   | 1   | 1   | 5   | 1   | 9   | 1   | 2   | 3   | 4   | 1   | 3   | 1   | 2   | 7   | 1   | 739    |
| 1    | Mercedes                  | 77  | 1   | 2   | 2   | 1   | 2   | 3   | 4   | 2   | 3   | 2   | Ret | 8   | 3   | 2   | 5   | 2   | 1   | 3   | 1   | Ret | 4   | 739    |
| 2    | Ferrari                   | 5   | 4   | 5   | 3   | 3   | 4   | 2   | 2   | 5   | 4   | 16  | 2   | 3   | 4   | 13  | 1   | Ret | 2   | 2   | Ret | 18† | 5   | 504    |
| 2    | Ferrari                   | 16  | 5   | 3   | 5   | 5   | 5   | Ret | 3   | 3   | 2   | 3   | Ret | 4   | 1   | 1   | 2   | 3   | 6   | 4   | 4   | 17† | 3   | 504    |
| 3    | Red Bull-Honda            | 10  | 11  | 8   | 6   | Ret | 6   | 5   | 8   | 10  | 7   | 4   | Ret | 6   |     |     |     |     |     |     |     |     |     | 417    |
| 3    | Red Bull-Honda            | 23  |     |     |     |     |     |     |     |     |     |     |     |     | 5   | 6   | 6   | 5   | 4   | 5   | 5   | 14  | 6   | 417    |
| 3    | Red Bull-Honda            | 33  | 3   | 4   | 4   | 4   | 3   | 4   | 5   | 4   | 1   | 5   | 1   | 2   | Ret | 8   | 3   | 4   | Ret | 6   | 3   | 1   | 2   | 417    |
| 4    | McLaren-Renault           | 4   | 12  | 6   | 18† | 8   | Ret | 11  | Ret | 9   | 6   | 11  | Ret | 9   | 11† | 10  | 7   | 8   | 11  | Ret | 7   | 8   | 8   | 145    |
| 4    | McLaren-Renault           | 55  | Ret | 19† | 14  | 7   | 8   | 6   | 11  | 6   | 8   | 6   | 5   | 5   | Ret | Ret | 12  | 6   | 5   | 13  | 8   | 3   | 10  | 145    |
| 5    | Renault                   | 3   | Ret | 18† | 7   | Ret | 12  | 9   | 6   | 11  | 12  | 7   | Ret | 14  | 14  | 4   | 14  | Ret | DSQ | 8   | 6   | 6   | 11  | 91     |
| 5    | Renault                   | 27  | 7   | 17† | Ret | 14  | 13  | 13  | 7   | 8   | 13  | 10  | Ret | 12  | 8   | 5   | 9   | 10  | DSQ | 10  | 9   | 15  | 12  | 91     |
| 6    | Toro Rosso-Honda          | 10  |     |     |     |     |     |     |     |     |     |     |     |     | 9   | 11  | 8   | 14  | 7   | 9   | 16  | 2   | 18  | 85     |
| 6    | Toro Rosso-Honda          | 23  | 14  | 9   | 10  | 11  | 11  | 8   | Ret | 15  | 15  | 12  | 6   | 10  |     |     |     |     |     |     |     |     |     | 85     |
| 6    | Toro Rosso-Honda          | 26  | 10  | 12  | Ret | Ret | 9   | 7   | 10  | 14  | 17  | 9   | 3   | 15  | 7   | Ret | 15  | 12  | 10  | 11  | 12  | 10  | 9   | 85     |
| 7    | Racing Point-BWT Mercedes | 11  | 13  | 10  | 8   | 6   | 15  | 12  | 12  | 12  | 11  | 17  | Ret | 11  | 6   | 7   | Ret | 7   | 8   | 7   | 10  | 9   | 7   | 73     |
| 7    | Racing Point-BWT Mercedes | 18  | 9   | 14  | 12  | 9   | Ret | 16  | 9   | 13  | 14  | 13  | 4   | 17  | 10  | 12  | 13  | 11  | 9   | 12  | 13  | 19† | Ret | 73     |
| 8    | Alfa Romeo-Ferrari        | 7   | 8   | 7   | 9   | 10  | 14  | 17  | 15  | 7   | 9   | 8   | 12  | 7   | 16† | 15  | Ret | 13  | 12  | Ret | 11  | 4   | 13  | 57     |
| 8    | Alfa Romeo-Ferrari        | 99  | 15  | 11  | 15  | 12  | 16  | 19  | 13  | 16  | 10  | Ret | 13  | 18  | 18  | 9   | 10  | 15  | 14  | 14  | 14  | 5   | 16  | 57     |
| 9    | Haas-Ferrari              | 8   | Ret | Ret | 11  | Ret | 10  | 10  | 14  | Ret | 16  | Ret | 7   | Ret | 13  | 16  | 11  | Ret | 13  | 17  | 15  | 11  | 15  | 28     |
| 9    | Haas-Ferrari              | 20  | 6   | 13  | 13  | 13  | 7   | 14  | 17  | 17  | 19  | Ret | 8   | 13  | 12  | Ret | 17  | 9   | 15  | 15† | Ret | 13  | 14  | 28     |
| 10   | Williams-Mercedes         | 63  | 16  | 15  | 16  | 15  | 17  | 15  | 16  | 19  | 18  | 14  | 11  | 16  | 15  | 14  | Ret | Ret | 16  | 16  | 17  | 12  | 17  | 1      |
| 10   | Williams-Mercedes         | 88  | 17  | 16  | 17  | 16  | 18  | 18  | 18  | 18  | 20  | 15  | 10  | 19  | 17  | 17  | 16  | Ret | 17  | 18  | Ret | 16  | 19  | 1      |
| Pos. | Constructor               | N.º | AUS | BHR | CHN | AZE | ESP | MON | CAN | FRA | AUT | GBR | GER | HUN | BEL | ITA | SIN | RUS | JPN | MEX | USA | BRA | ABU | Puntos |

| Color      | Resultado                          |
| ---------- | ---------------------------------- |
| Oro        | Ganador                            |
| Plata      | 2.º puesto                         |
| Bronce     | 3.er puesto                        |
| Verde      | Finalizó en los puntos             |
| Azul       | Finalizó sin puntos                |
| Azul       | NC - No clasificado                |
| Violeta    | Ret - No terminó                   |
| Rojo       | DNQ - No se clasificó              |
| Rojo       | DNPQ - No se preclasificó          |
| Negro      | DSQ - Descalificado                |
| Blanco     | DNS - No empezó                    |
| Blanco     | WD - Retirado                      |
| Blanco     | C - Carrera cancelada              |
| Azul claro | TD - Entrenamientos libres (2003-) |
| Sin color  | DNP - Inscrito, pero no participó  |
| Sin color  | INJ - Inscrito, pero lesionado     |
| Sin color  | EX - Excluido                      |

| Estado  | Resultado                                                                             |
| ------- | ------------------------------------------------------------------------------------- |
| Negrita | Pole position                                                                         |
| Cursiva | Vuelta rápida                                                                         |
| 1-8     | Posiciones puntuables de clasificación sprint (2021-)                                 |
| †       | No acabó el Gran Premio, pero fue clasificado ya que completó el porcentaje necesario |
| ‡       | Monoplaza compartido                                                                  |
| ~       | Se otorgó la mitad de puntos ya que no se cumplió con el 75% de la carrera            |
| ≠       | No obtuvo puntos ya que era piloto invitado                                           |
| F2      | Inscrito para carrera de Fórmula 2, no sumaba puntos                                  |

### Estadísticas del Campeonato de Constructores
| Pos. | Constructor  | Chasis | Motor    | Grandes Premios | Victorias | Podios | Poles | Vueltas rápidas | Vueltas lideradas | Puntos |
| ---- | ------------ | ------ | -------- | --------------- | --------- | ------ | ----- | --------------- | ----------------- | ------ |
| 1    | Mercedes     | W10    | Mercedes | 21              | 15        | 32     | 10    | 9               | 696               | 739    |
| 2    | Ferrari      | SF90   | Ferrari  | 21              | 3         | 19     | 9     | 6               | 406               | 504    |
| 3    | Red Bull     | RB15   | Honda    | 21              | 3         | 9      | 2     | 5               | 156               | 417    |
| 4    | McLaren      | MCL34  | Renault  | 21              |           | 1      |       |                 |                   | 145    |
| 5    | Renault      | R.S.19 | Renault  | 21              |           |        |       |                 |                   | 91     |
| 6    | Toro Rosso   | STR14  | Honda    | 21              |           | 2      |       |                 |                   | 85     |
| 7    | Racing Point | RP19   | Mercedes | 21              |           |        |       |                 |                   | 73     |
| 8    | Alfa Romeo   | C38    | Ferrari  | 21              |           |        |       |                 | 4                 | 57     |
| 9    | Haas         | VF-19  | Ferrari  | 21              |           |        |       | 1               |                   | 28     |
| 10   | Williams     | FW42   | Mercedes | 21              |           |        |       |                 |                   | 1      |

Fuente: Fórmula 1

### Citas
1. 1 2 3  «2019 FIA Formula One World Championship entry list». Fédération Internationale de I'Automobile. Consultado el 10 de junio de 2018.
2. ↑  «2019 FIA Formula One World Championship entry list». Fédération Internationale de I'Automobile. Archivado desde el original el 27 de marzo de 2019. Consultado el 10 de junio de 2018.
3. ↑  F1, STATS. «2019 • STATS F1». www.statsf1.com (en inglés). Consultado el 12 de octubre de 2018.
4. ↑  «Lewis Hamilton renueva con Mercedes hasta el 2020». La Nación. 19 de julio de 2018. Consultado el 20 de julio de 2018.
5. ↑  Sáez, Juanjo (2 de diciembre de 2019). «Alineaciones confirmadas para los test de Pirelli en Abu Dhabi». Car and Driver. Consultado el 3 de diciembre de 2019.
6. ↑  «Bottas renueva con Mercedes y seguirá como escudero de Hamilton». Europa Press. 20 de julio de 2018. Consultado el 20 de julio de 2018.
7. ↑  Agencia EFE (26 de agosto de 2017). «Vettel renueva tres años con Ferrari». W Radio. Archivado desde el original el 22 de julio de 2018. Consultado el 26 de agosto de 2017.
8. ↑  Tera, Sofía (1 de abril de 2019). «Turno para Alonso: Estas son las alineaciones de pilotos para los test postcarrera de Bahréin». Car and Driver. Consultado el 2 de abril de 2019.
9. 1 2 3  Sanz, Miguel (11 de septiembre de 2018). «Oficial: Leclerc a Ferrari, Raikkonen vuelve a Sauber». Marca. Consultado el 11 de septiembre de 2018.
10. 1 2  Viaplana, Josep (19 de junio de 2018). «¡Red Bull, con motores Honda en 2019!». Sport. Consultado el 6 de agosto de 2018.
11. 1 2  Agencia EFE (20 de agosto de 2018). «Pierre Gasly pilotará para Red Bull en 2019». Sport. Consultado el 20 de agosto de 2018.
12. 1 2 3  Merino Martín, Jesús (12 de agosto de 2019). «ÚLTIMA HORA: Albon sustituirá a Pierre Gasly en Red Bull hasta final de temporada». MomentoGP. Consultado el 12 de agosto de 2019.
13. ↑  «Verstappen continuará con Red Bull hasta 2020». motorsport.com. 20 de octubre de 2017. Consultado el 20 de octubre de 2017.
14. 1 2 3  «Renault confirma a Ricciardo y Hulkenberg para 2019». motorsport.com. 6 de agosto de 2018. Consultado el 6 de agosto de 2018.
15. 1 2  Ramírez, Luis (9 de septiembre de 2019). «Rich Energy termina su relación con Haas». lat.motorsport.com. Consultado el 11 de septiembre de 2019.
16. ↑  «Haas: Ferrari doesn't dictate our 2019 driver choice». motorsport.com (en inglés). 29 de septiembre de 2018. Consultado el 29 de septiembre de 2018.
17. 1 2  Agencia EFE (28 de septiembre de 2018). «Haas anuncia la continuidad de Grosjean y Magnussen para 2019». Cadena Cope. Consultado el 28 de septiembre de 2018.
18. ↑  Vázquez, Ana (18 de septiembre de 2017). «McLaren será "casi un fabricante" en 2019, según Boullier». SoyMotor.com. Consultado el 6 de agosto de 2018.
19. 1 2  «McLaren elige a Lando Norris como compañero de Carlos Sainz». ABC. 3 de septiembre de 2018. Consultado el 3 de septiembre de 2018.
20. 1 2  «Carlos Sainz ficha por McLaren para sustituir a Fernando Alonso». El Mundo. 16 de agosto de 2018. Consultado el 16 de agosto de 2018.
21. ↑  «Racing Point presenta su RP19, el primer coche de la era Stroll». SoyMotor.com. Consultado el 13 de febrero de 2019.
22. ↑  Martín, Jesús Merino (3 de marzo de 2019). «Ferrari elimina Mission Winnow de su nombre con Racing Point montando motores BWT Mercedes». MomentoGP. Consultado el 4 de marzo de 2019.
23. ↑  Canseco, Marco (18 de octubre de 2018). «Oficial: Checo Pérez renueva por un año con Racing Point Force India». Marca. Consultado el 18 de octubre de 2018.
24. ↑  «Bottas fue el más rápido al final del primer día de test». lat.motorsport.com. Consultado el 14 de mayo de 2019.
25. ↑  «Mazepin marcó el ritmo en el día final en Barcelona». lat.motorsport.com. Consultado el 15 de mayo de 2019.
26. ↑  «Magnussen lidera la mañana del miércoles en Barcelona». lat.motorsport.com. Consultado el 15 de mayo de 2019.
27. 1 2  «Stroll fue confirmado como compañero de Pérez en Force India». motorsport.com. 30 de noviembre de 2018. Consultado el 30 de noviembre de 2018.
28. ↑  «Sauber confirms new Ferrari engine deal». ESPN (en inglés). 28 de julio de 2017. Consultado el 29 de septiembre de 2018.
29. 1 2  «Giovinazzi acompañará a Raikkonen en Sauber para 2019». motorsport.com. 25 de septiembre de 2018. Consultado el 25 de septiembre de 2018.
30. ↑  «ÚLTIMA HORA: Albon sustituirá a Pierre Gasly en Red Bull hasta final de temporada». MomentoGP. 12 de agosto de 2019. Consultado el 12 de agosto de 2019.
31. ↑  Alvarez Rueda, Sergio (9 de octubre de 2019). «Naoki Yamamoto estará con Toro Rosso en los FP1 del GP de Japón». MomentoGP.com. Consultado el 11 de octubre de 2019.
32. 1 2  «Toro Rosso confirma a Alexander Albon para 2019». Motor.es. 26 de noviembre de 2018. Consultado el 26 de noviembre de 2018.
33. 1 2  «Oficial: Daniil Kvyat será piloto de Toro Rosso en 2019». Marca. 29 de septiembre de 2018. Consultado el 29 de septiembre de 2018.
34. ↑  Cooper, Adam. «Williams considering 2019 Mercedes F1 gearbox supply deal». Autosport (en inglés). Consultado el 29 de septiembre de 2018.
35. ↑  «George Russell correrá con Williams la próxima temporada en Fórmula 1». Marca. 12 de octubre de 2018. Consultado el 12 de octubre de 2018.
36. ↑  «Balance 2019». STATS F1. Consultado el 7 de junio de 2019.
37. 1 2  Matas, Carlos (22 de noviembre de 2018). «OFICIAL: Robert Kubica volverá a ser titular con Williams en 2019». SoyMotor.com. Consultado el 22 de noviembre de 2018.
38. ↑  Ruiz, José Luis (14 de agosto de 2018). «Fernando Alonso anuncia que no correrá en F1 en 2019». Marca. Consultado el 14 de agosto de 2018.
39. ↑  «De la F1 a la Fórmula E - TyC Sports». www.tycsports.com. Consultado el 18 de diciembre de 2018.
40. ↑  «IndyCar - Marcus Ericsson sustituye al lesionado Robert Wickens en Schmidt». Motor.es. 30 de octubre de 2018. Consultado el 2 de marzo de 2019.
41. ↑  Vázquez, Ana (25 de septiembre de 2018). «OFICIAL: Ericsson, tercer piloto y embajador de Alfa Romeo Sauber». SoyMotor.com. Consultado el 11 de noviembre de 2018.
42. ↑  «George Russell, campeón de la F2 en una carrera con un tremendo susto para Latifi». Marca. Consultado el 28 de noviembre de 2018.
43. ↑  Girón, M.; Vázquez, A. (6 de noviembre de 2018). «Sette Câmara, nuevo piloto de desarrollo y probador de McLaren». SoyMotor.com. Consultado el 6 de noviembre de 2018.
44. ↑  Vázquez, Ana (9 de noviembre de 2018). «Pietro Fittipaldi será probador de Haas en 2019 y debutará en F1 en Abu Dabi». SoyMotor.com. Consultado el 9 de noviembre de 2018.
45. ↑  AFP (23 de noviembre de 2018). «Esteban Ocon será piloto reserva de Mercedes en 2019». El Universal. Consultado el 23 de noviembre de 2018.
46. ↑  Muñoz, David (3 de diciembre de 2018). «OFICIAL: Nicholas Latifi, piloto reserva de Williams en 2019». SoyMotor.com. Consultado el 3 de diciembre de 2018.
47. ↑  Chinchero, Roberto (8 de enero de 2019). «Wehrlein se une a Ferrari como piloto de desarrollo». lat.motorsport.com. Consultado el 8 de enero de 2019.
48. ↑  Ramírez, Bernabé (22 de enero de 2019). «Renault ficha a Guanyu Zhou de Ferrari como piloto de desarrollo». SoyMotor.com. Consultado el 23 de enero de 2019.
49. ↑  «Sirotkin regresa a Renault como piloto de reserva». lat.motorsport.com. 27 de febrero de 2019. Consultado el 27 de febrero de 2019.
50. ↑  «Red Bull rodará con motores TAG Heuer a partir de la temporada 2016». www.f1aldia.com (en inglés). Consultado el 9 de diciembre de 2018.
51. ↑  «Racing Point fracasa en su intento de renombrar el equipo como Lola». SoyMotor.com. Consultado el 4 de febrero de 2019.
52. ↑  «Alfa Romeo se come a Sauber: Llega Alfa Romeo Racing». Car and Driver (en inglés). Consultado el 1 de febrero de 2019.
53. ↑  «Renault cambia de nombre y logo de cara a 2019». SoyMotor.com. Consultado el 21 de febrero de 2019.
54. ↑  «Ferrari vuelve a su decoración original para el GP de Bahréin». www.msn.com. Archivado desde el original el 2 de abril de 2019. Consultado el 2 de abril de 2019.
55. ↑  «Ferrari deja la marca Mission Winnow en dos carreras más». lat.motorsport.com. Consultado el 5 de noviembre de 2019.
56. ↑  «Ferrari recupera a Mission Winnow para Japón». SoyMotor.com. Consultado el 5 de noviembre de 2019.
57. 1 2 3 4 5  «F1 2019: todos los cambios técnicos del nuevo reglamento». Actualidad Motor. 3 de mayo de 2018. Consultado el 29 de julio de 2018.
58. ↑  «What you need to know about F1’s 2019 rule changes». Formula 1® - The Official F1® Website (en inglés). Archivado desde el original el 20 de julio de 2018. Consultado el 29 de julio de 2018.
59. ↑  «Los coches de F1 tendrán luces de lluvia en el alerón trasero en 2019». motorsport.com. 28 de agosto de 2018. Consultado el 29 de agosto de 2018.
60. ↑  «Bonus point to be awarded for fastest lap in 2019». Fórmula 1 (en inglés). 11 de marzo de 2019. Consultado el 11 de marzo de 2019.
61. ↑  «DIARY DATES – the 2019 F1 calendar, pre-season testing details and F1 car launch schedule | Formula 1®». www.formula1.com (en inglés). Consultado el 15 de enero de 2019.
62. ↑  «Las fechas de presentación de los coches de cada equipo de F1 en 2019». es.motorsport.com. Consultado el 9 de febrero de 2019.
63. ↑  Canseco, Marco (30 de enero de 2019). «El Mercedes W10 de Hamilton se presenta el 13 de febrero». Marca. Consultado el 30 de enero de 2019.
64. ↑  «El Circuit de Barcelona-Catalunya se queda con la pretemporada F1 2019». Soymotor.com. 18 de octubre de 2018. Consultado el 18 de octubre de 2018.
65. ↑  «Verstappen pips Mick Schumacher to fastest time in Bahrain testing». Fórmula 1 (en inglés). Formula One World Championship Limited. 2 de abril de 2019. Consultado el 15 de diciembre de 2019.
66. ↑  «Russell fastest for Mercedes as Schumacher samples Alfa on Day 2 of Bahrain test». Fórmula 1 (en inglés). Formula One World Championship Limited. 3 de abril de 2019. Consultado el 15 de diciembre de 2019.
67. ↑  «BARCELONA TEST DAY ONE: Bottas on top for Mercedes as Ilott crashes Alfa». Fórmula 1 (en inglés). Formula One World Championship Limited. 14 de mayo de 2019. Consultado el 15 de diciembre de 2019.
68. ↑  «BARCELONA TEST DAY TWO: Mazepin fastest on first Mercedes outing». Fórmula 1 (en inglés). Formula One World Championship Limited. 15 de mayo de 2019. Consultado el 15 de diciembre de 2019.
69. ↑  Chinchero, Roberto (2 de diciembre de 2019). «Los pilotos que probarán en Abu Dhabi». lat.motorsport.com. Consultado el 3 de diciembre de 2019.
70. ↑  «Bottas fastest, as Ocon returns in opening day of 2019 post-season tyre test». Fórmula 1 (en inglés). Formula One World Championship Limited. 3 de diciembre de 2019. Consultado el 3 de diciembre de 2019.
71. ↑  «George Russell y Mercedes cerraron el 2019». Lmneuquen.com. Consultado el 4 de diciembre de 2019.
72. ↑  «La FIA aprueba el calendario de 2019: de marzo a diciembre». AS. 12 de octubre de 2018. Consultado el 13 de octubre de 2018.
73. ↑  «Pirelli may opt for harder Formula 1 tyre selections in 2019». motorsport.com. 3 de diciembre de 2018. Consultado el 4 de diciembre de 2018.
74. ↑  «Los neumáticos Pirelli de F1 tendrán nombres más simples en 2019». motorsport.com. 24 de agosto de 2018. Consultado el 5 de septiembre de 2018.
75. ↑  «Pirelli presenta los colores y nombres de los neumáticos de 2019». Soymotor.com. 19 de octubre de 2018. Consultado el 19 de octubre de 2018.
76. ↑  «2019 Abu Dhabi Grand Prix - Tyre compound choices». Pirelli & C. S.p.A. 22 de agosto de 2019. Consultado el 27 de agosto de 2019.
77. ↑  «F1 cancela actividades, del sábado, en Japón por tifón». La Razón. 10 de octubre de 2019. Consultado el 11 de octubre de 2019.
78. ↑  «2019 RACE RESULTS». Fórmula 1 (en inglés). Formula One World Championship Limited. Consultado el 15 de marzo de 2019.
79. 1 2  F1, STATS. «Vueltas en cabeza 2019 • STATS F1». www.statsf1.com. Consultado el 20 de marzo de 2019.
80. ↑  «2019 Driver Standings». Fórmula 1 (en inglés). Formula One World Championship Limited. Consultado el 15 de marzo de 2019.
81. ↑  «2019 Constructor Standings». Fórmula 1 (en inglés). Formula One World Championship Limited. Consultado el 15 de marzo de 2019.